# Villers-sur-le-Roule
Villers-sur-le-Roule ist eine französische Gemeinde mit 841 Einwohnern (Stand 1. Januar 2022) im Département Eure in der Region Normandie (vor 2016 Haute-Normandie); sie gehört zum Arrondissement Les Andelys und zum Kanton Gaillon. Die Einwohner werden Villersois genannt.

## Geographie
Villers-sur-le-Roule liegt am westlichen Ufer der Seine. Umgeben wird Villers-sur-le-Roule von den Nachbargemeinden Les Trois Lacs im Westen und Norden, Bouafles im Nordosten und Osten, Courcelles-sur-Seine im Südosten sowie Le Val d’Hazey im Süden.

## Bevölkerungsentwicklung
| Jahr                       | 1962 | 1968 | 1975 | 1982 | 1990 | 1999 | 2006 | 2013 | 2019 |
| Einwohner                  | 204  | 208  | 331  | 470  | 540  | 607  | 660  | 804  | 865  |
| Quellen: Cassini und INSEE |      |      |      |      |      |      |      |      |      |

## Sehenswürdigkeiten

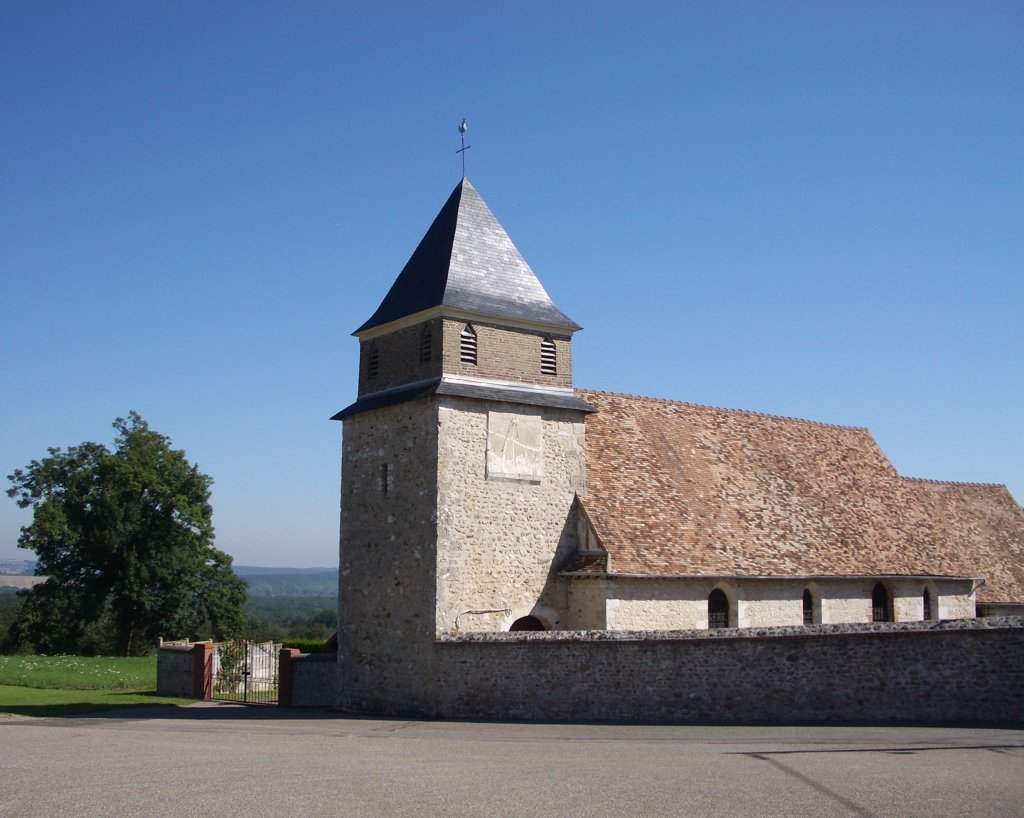
Kirche Saint-Ursin

- Kirche Saint-Ursin